# Léon Bonnat

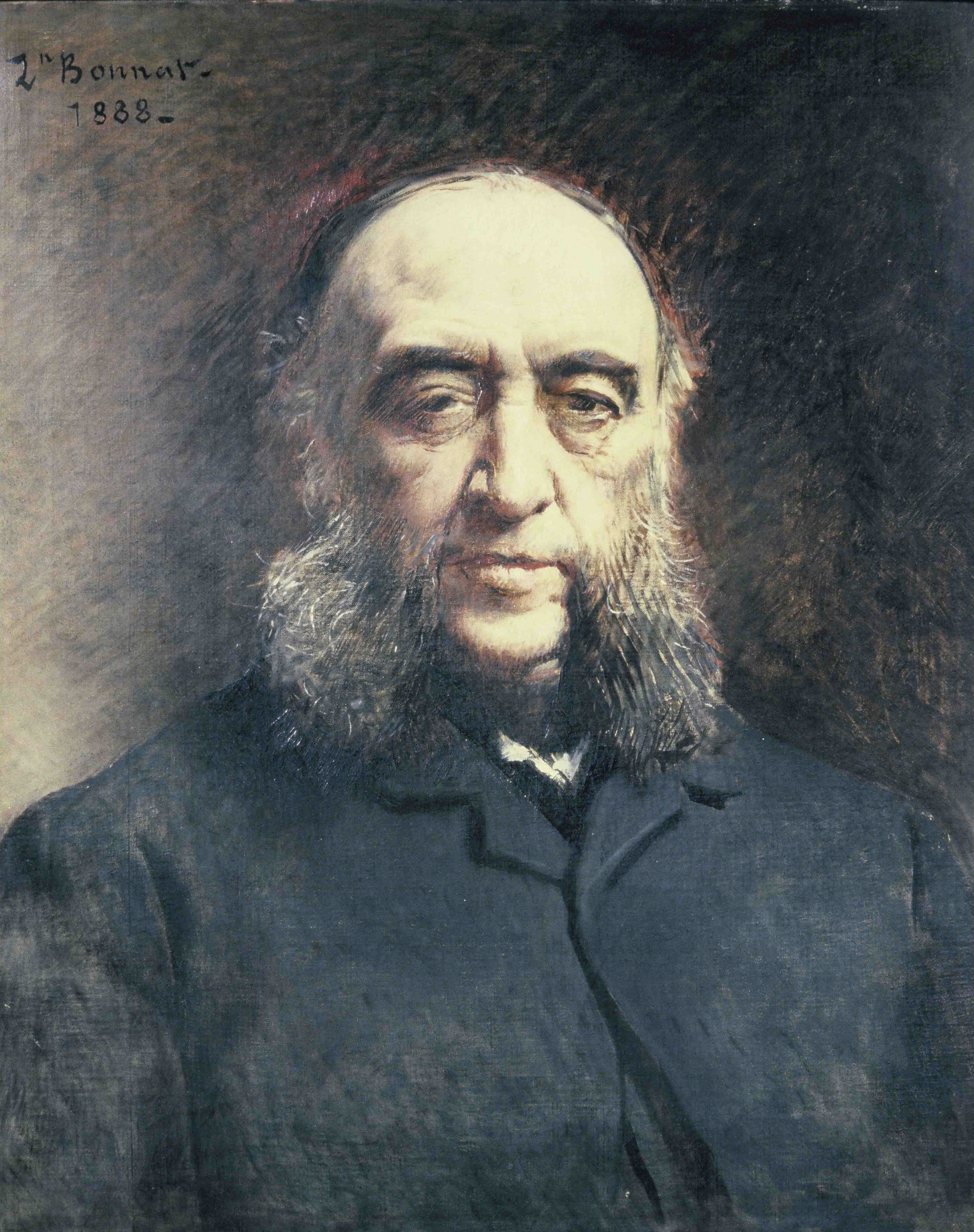
Retrat de Jules Ferry (1888.)

Léon Bonnat (Baiona, 1833 - Monchy-Saint-Eloi, Oise, 1922) va ésser un pintor francès que va estudiar a Madrid i París.
El seu Crist en la Creu i El martiri de Sant Dionisi li van proporcionar molta anomenada, així com els seus expressius retrats de celebritats contemporànies.
Alguns dels estudiants més notables de Bonnat van ser Gustave Caillebotte, Suzor-Coté, Georges Braque, Aloysius O'Kelly, Henri de Toulouse-Lautrec, Lluís Delfau, Raoul Dufy, Thomas Eakins, Stanhope Alexander Forbes, Othon Friesz, Charles Laval, Raimond Lecourt, Adolphe-Frédéric Lejeune, Auguste Leroux, Alphonse Osbert, Pierre-Gaston Rigaud, Henry Siddons Mowbray, Gustav Wentzel i Henri-Achille Zo.